# Alberta Hunter
Alberta Hunter, född 1 april 1895 i Memphis, Tennessee, död 17 oktober 1984 i New York, var en amerikansk bluessångerska och låtskrivare.
Hunter började som tonåring försörja sig som sångerska på olika klubbar i Chicago, dit hon flyttat från födelsestaden Memphis. Hon gjorde sina första inspelningar 1921 i New York, för skivbolaget Black Swan. Under resten av 1920-talet fortsatte hon göra inspelningar för Paramount, Gennett, Okeh, Victor och Columbia, ackompanjerad av bland andra Fletcher Henderson och Fats Waller. Samtidigt gav hon ut skivor för mindre skivbolag under olika pseudonymer, till exempel Alberta Prime och Josephine Beatty. Hunter skrev ofta sina egna sånger, bland vilka de mest kända finns "Downhearted Blues" (1922) som Bessie Smith hade en hit med en cover på.
Från 1927 var Hunter verksam i Europa och medverkade bland annat i musikalen Show Boat (tillsammans med Paul Robeson) i London och gjorde inspelningar med Jack Jackson. Hon återkom till USA 1935 men fortsatte uppträda på båda sidor Atlanten. Under andra världskriget uppträdde hon för USO.
Hunter drog sig 1956 tillbaka från musikbranschen för att istället bli sjuksköterska. Hon gjorde några inspelningar 1961 men hade inga planer på någon verklig comeback förrän hon pensionerades 1977, 81 år gammal. Hon började då återigen turnera och hann spela in fyra album för Columbia innan hon avled 1984.

## Diskografi
Album
- 1961 – Chicago: The Living Legends (Riverside)
- 1961 – Songs We Taught Your Mother (Original Blues Classics)
- 1962 – Alberta Hunter with Lovie Austin and Her Blues Serenaders (Riverside)
- 1977 – Remember My Name (Columbia)
- 1978 – Amtrak Blues (Columbia)
- 1981 – The Glory of Alberta Hunter (CBS)
- 1982 – Look for the Silver Lining (CBS)